# Atlanta Braves
Atlanta Braves er et amerikansk baseballhold fra Atlanta, Georgia. De spiller i East Division i National League. Deres stadion hedder Turner Field.
Atlanta Braves vandt 11 divisionsmesterskaber i træk i East Division fra 1995 til 2005, hvilket er rekord. Selvom de kun vandt én World Series-titel i dette tidsrum, betragtes de derfor generelt som et af National Leagues stærkeste hold. Braves' succes skyldes i høj grad deres evne til at omstille sig samt deres gode talentudviklingssystem.
Holdets historie går helt tilbage til 1871, hvor holdet blev stiftet i Boston, og det har gennem tiden været kendt under et utal af navne, hvoraf de mest gængse var Boston Braves og siden Milwaukee Braves, som holdet hed fra 1953 til 1965. I 1966 flyttede holdet til dets nuværende geografiske placering og blev derefter kaldt Atlanta Braves. I alt har Braves vundet 17 ligamesterskaber og 16 divisionstitler. Desuden er det blevet til World Series-sejre i 1914, 1957,1995 og 2021.

## Spillestil
Atlantas offensiv er en balance af erfaring og unge talenter. Holdets kerne udgøres af den erfarne centerfielder Andruw Jones, som slog flest home runs i MLB i 2005, samt 3. basemanden Chipper Jones. Atlanta er blandt de stærkeste hold i baseball, og de slog næstflest home runs i MLB i 2006, ligesom de lå på femtepladsen mht. slugging percentage. Til gengæld er de ret middelmådige til at komme på base, og deres on base percentage lå således som nr. 15 ud fa 30 i MLB i 2006.
Pitchingstaben ledes af veteranen John Smoltz samt Tim Hudson. Også her er gennemsnitsalderen lav. I 2006 var Braves lidt under middel i de fleste pitchingkategorier.
Defensivt set er holdet meget stærkt, hvilket klubben bl.a. kan takke Andruw Jones for, da han har vundet 9 Gold Glove-priser i træk som ligaens bedste centerfielder.

## Nuværende profiler
- Bobby Cox (manager): Trods et hidsigt temperament førte han holdet til 11 divisionsmesterskaber i træk og er samtidig den mest vindende træner i Braves' historie.
- Andruw Jones (centerfielder): Holdets store redningsmand i 2005, hvor han slog 51 home runs og vandt Hank Aaron-prisen som den bedste offensive spiller i National League. Desuden blandt de allerbedste defensive outfieldere.
- Chipper Jones (3. basemand): Betragtes som en af sportens i øjeblikket bedste all-round-battere.
- John Smoltz (starting pitcher): Tidligere vinder af Cy Young-prisen som ligaens bedste pitcher, og en af de mest erfarne pitchere i dag.

## Legendariske spillere
- Hank Aaron (Hall of Fame)
- Eddie Mathews (Hall of Fame)
- Dale Murphy
- Phil Niekro (Hall of Fame)
- Warren Spahn (Hall of Fame)
- Greg Maddux
- Tom Glavine (Atlanta Braves Hall of Fame)

NB. Ud over ovenstående er der også en række andre spillere, som dog har spillet det meste af deres karrierer i andre klubber.

## Pensionerede numre
Atlanta Braves har mange pensionerede numre. Alle spillere med pensionerede numre er i Atlanta Braves Hall of Fame og nogle også i MLB Hall of Fame i Cooperstown. Spillere med pensionerede numre for Atlanta er #3 Dale Murphy, #21 Warren Spahn, #31 Greg Maddux, #35 Phil Niekro, #41 Eddie Mathews, #44 Hank Aaron, og #42 Jackie Robinson (alle hold i MLB har pensioneret Jackie Robinsons numre for hans indsats for baseball).